# Rodrigo de Vivero
Rodrigo de Vivero y Aberrucia, (¿Tecamachalco?, Nueva España, 1564-1636) I conde del Valle de Orizaba (1627), fue un noble español que sirvió como el decimotercer gobernador y capitán general de Filipinas desde 1608 hasta 1609. Era hijo de Rodrigo de Vivero y Velasco, un oficial colonial español sobrino del virrey de Nueva España, Luis de Velasco, y Melchora de Aberrucia, viuda del conquistador Alonso Valiente. 

## Gobierno
Miembro de la influyente familia Vivero, de origen gallego, se convirtió en el gobernador interino de Filipinas del 15 de junio de 1608 a abril de 1609. Mientras estaba en Manila, Rodrigo de Vivero se enfrentó a la insurrección de los enclaves japoneses en Filipinas, especialmente Dilao. Deportó a algunos japoneses a Japón y puso en marcha el control comercial. Poco después, sin embargo, recibió mensajes de William Adams en nombre de Tokugawa Ieyasu, quien deseaba establecer contactos comerciales directos con Nueva España. Se intercambiaron cartas amistosas, comenzando oficialmente las relaciones entre Japón y Nueva España. 
Su mandato como gobernador de Filipinas terminó en Pascua de 1609. Posteriormente fue nombrado conde de Valle y gobernador, capitán general y presidente de la Audiencia de Panamá.

## Japón
El 30 de septiembre de 1609, de regreso a Nueva España, el barco de Rodrigo, el San Francisco, naufragó en Japón con una tripulación de 373 personas, cerca de Iwawada, en la provincia de Kazusa (hoy Onjuku, Chiba). De los otros dos barcos que acompañaron a Rodrigo, el Santa Ana pudo llegar a otro puerto japonés con seguridad, pero el San Antonio desapareció. Rodrigo de Vivero y Aberrucia pasó nueve meses en Japón y se reunió frecuentemente con las autoridades, con la ayuda de Luis Sotelo. 
Durante su estadía, Rodrigo estableció un tratado con los japoneses que ofrecía privilegios extraterritoriales para un astillero español y una base naval en el este de Japón a cambio de comercio transpacífico y tecnología de minería de plata mexicana. Rodrigo también solicitó el mapeo de las costas japonesas, la libertad para las actividades de los sacerdotes católicos y la expulsión de los piratas corsarios holandeses. 
Así describe sus impresiones sobre el Japón:

El gobierno político de sus ciudades es excelente, y atienden los que gobiernan a la causa pública con extraordinaria atención. Las casas son aseadísimas y de notable limpieza, y hasta en las calles la tiene grande. Es prosperísima la tierra de oro y plata, y si tuvieran mineros y azogue sacaran más cantidad. El arroz es el sustento ordinario, aunque se da trigo mejor y más fértil que en España, porque de una fanega es lo ordinario coger cincuenta; comen el pan como fruta y en poca cantidad; no comen carne sino la que matan cazando, y de caza y pesca tienen más abundancia que nosotros, venados, conejos, perdices, cavacos, y toda caza de volatería que cubre los ríos y lagunas.
Rodrigo de Vivero

Salió de Japón a bordo de un barco construido por William Adams, el San Buena Ventura, en agosto de 1610. Podría haberse ido en el Santa Ana, pero deseaba acompañar a los japoneses para que pudieran ser bienvenidos sin problemas en Nueva España. Fue acompañado por veintitrés representantes japoneses en su viaje de regreso, liderados por el comerciante de Kioto Tanaka Shōsuke (田中 勝介). Se convirtieron en los primeros japoneses registrados en cruzar el Pacífico. También estuvieron acompañados por el padre franciscano Alonso Muñoz, quien era el enviado oficial de Tokugawa Ieyasu para negociar el comercio con las autoridades españolas. El Shogun también les prestó el equivalente a cuatro mil ducados para el viaje. 
Luis de Velasco, el virrey de Nueva España, recibió a la comitiva japonesa y expresó su gran satisfacción por el trato que los marineros españoles habían recibido en Japón. Decidió enviar una embajada a Japón en la persona del famoso explorador Sebastián Vizcaíno. Vizcaíno también tenía la misión de devolver los cuatro mil ducados e investigar "islas de oro y plata", situadas supuestamente al este de Japón. Se fue a Japón el 22 de marzo de 1611 y, después de otro naufragio, finalmente regresaría en 1613 a bordo del galeón construido en Japón San Juan Bautista con la primera embajada japonesa oficial en América y Europa, dirigida por Hasekura Tsunenaga. 